# Siri Worm
Siri Worm (Doetinchem, 20 april 1992) is een Nederlands voormalig voetbalster die doorgaans uitkwam als verdediger.

## DZC'68/FC Twente Jeugd
Worm begon haar voetbalcarrière bij de voetbalvereniging DZC'68. Ze speelde daar in jongenselftallen. In 2007 ging ze daarnaast ook bij FC Twente in de jeugd voetballen. Doordeweeks trainde ze bij FC Twente en DZC'68. In het weekend speelde ze met DZC'68 dan een wedstrijd in competitieverband en met FC Twente speelde ze af en toe een oefenwedstrijd. Na één jaar in de Twente-jeugd werd ze overgeheveld naar het eerste elftal.

## FC Twente

### 2008/2009
Worm was een van de zes meisjes die in het seizoen 2008/09 doorstroomden naar het eerste elftal. In het begin van het seizoen had Worm regelmatig een basisplaats, maar moest gaandeweg het seizoen steeds vaker genoegen nemen met invalbeurten. In totaal speelde ze vijftien duels.

### 2009/2010
Ook in seizoen 2009/10 was ze actief voor FC Twente. In haar tweede seizoen viel ze weer voornamelijk in, totdat Lorca Van De Putte tegen het eind van de competitie geblesseerd raakte. Uiteindelijk speelde Worm dat seizoen 11 wedstrijden. In dit seizoen werd Worm vijfde met FC Twente.

### 2010/2011
In het seizoen 2010/11 begon Worm vaak in de basisopstelling op een nieuwe positie. Als rechtsbuiten kwam ze een aantal keren tot scoren. Dat seizoen veroverde ze de landstitel met de club. In totaal speelde ze toen 18 wedstrijden voor FC Twente.

### 2011/2012
In het seizoen 2011/12 speelde Worm voor FC Twente. Op 28 september 2011 maakte ze haar debuut in de Champions League voor de club tegen het Russische WFC Rossiyanka. Twente verloor met 0-2 in Deventer. Het seizoen was echter niet succesvol voor Worm vanwege blessureleed. Ze heeft in het seizoen 2011/12 tien wedstrijden gespeeld in de hoofdmacht.

### 2012/2013
Ook in het seizoen 2012/13 speelde Worm voor FC Twente.
Dit is tevens het eerste seizoen dat Worm uitkwam in de nieuwe competitie Women's BeNe League
Worm ging met FC Twente als eerste door naar de finalepoule van de Women's BeNe League. Ze heeft haar aandeel als linksback in het team van Arjen Veurink. Worm werd in het seizoen 2012/13 voor de tweede keer in haar carrière landskampioen met FC Twente. Ook werd Worm voor het eerst in de geschiedenis kampioen van de Women's BeNe League met FC Twente. Worm had met FC Twente de triple kunnen pakken, maar liet het liggen in de bekerfinale tegen Ado Den Haag. Ze verloren na penalty's.

### 2013/2014
In het seizoen 2013/14 verdedigde Worm de titel van de BeNe League. In het begin van het seizoen heeft het team van Veurink het hoofdtoernooi bereikt van de Champions League. FC Twente werd beste nummer 2 in de poule. Worm speelde alle drie de wedstrijden in de voorronde. Op 9 oktober 2013 speelde Worm de wedstrijd in de Champions League tegen Olypique Lyonnais. Deze wedstrijd werd met 0-4 verloren. De return werd 6-0 voor de club uit Lyon. Op 16 mei 2014 wist Worm voor de derde keer met FC Twente landskampioen te worden van Nederland. De kampioenswedstrijd werd in De Grolsch Veste met 2-1 gewonnen van SC Heerenveen. Ook in het seizoen 2013/2014 pakt Worm de dubbel met de FC Twente Vrouwen. Op vrijdag 6 juni 2014 wist ze met 0-7 te winnen van Club Brugge. Dit betekende dat Worm met FC Twente de titel van de BeNe league wist te prolongeren.

### 2014/2015
Op vrijdag 22 augustus werd bekend dat Paris Saint-Germain de volgende tegenstander in de Champions League. Deze wedstrijden werden in oktober afgewerkt.

## Latere carrière
Na haar periode bij FC Twente maakte Worm de overstap naar het Engelse Everton FC. Hier speelde ze twee seizoenen alvorens ze overstapte naar competitiegenoot Tottenham Hotspur. Ook hier was ze twee seizoen actief. Na haar periode in Londen ging Worm naar Duitsland waar ze twee seizoen onder contract stond bij Eintracht Frankfurt. Aldaar kwam ze weinig aan spelen toe, waarna ze in het seizoen 2022/23 terugkeerde in Nederland bij PSV. Met de Eindhovenaren haalde ze de KNVB Bekerfinale, die verloren gingen tegen haar oude club FC Twente. Ook in het seizoen 2023/24 kwam Worm nog geregeld als invalster binnen de lijnen. Tijdens het daaropvolgende seizoen liep Worm een zware blessure op. Hierna besloot Worm vervroegd afscheid te nemen van het profvoetbal. Ze was eigenlijk van plan om na het seizoen 2024/25 afscheid te nemen, maar de blessure gooide roet in het eten. Haar laatste wedstrijd speelde Worm op 1 februari 2025 tegen haar oude club FC Twente.

## Nederlands elftal

### Jeugdelftallen
Worm doorliep alle jeugdteams van Nederland (onder 15, onder 17 en onder 19). In maart 2009 maakte ze haar debuut in het Nederlands elftal onder 19. In 2010 werd Worm door bondscoach Hesterine de Reus toegevoegd aan de EK-selectie van Oranje onder 19. Op het Europees kampioenschap in Macedonië speelde Worm alle vier de duels. Nederland werd uitgeschakeld in de halve finales na strafschoppen. Worm miste als enige vanaf elf meter. In april 2011 plaatste Worm zich met Oranje onder 19 voor het EK, dat in mei 2011 in Italië werd gespeeld. Het team van aanvoerder Worm strandde in de groepsfase van het toernooi. Worm werd in hetzelfde toernooi recordinternational van Oranje onder 19, met 33 interlands.

### Nederlands elftal
Op 18 oktober 2012 werd Worm voor het eerst opgeroepen voor het Nederlands vrouwenvoetbalelftal. Op 25 november 2012 maakte Worm haar interlanddebuut, tegen Wales. Ze viel de tweede helft in voor Claudia van den Heiligenberg. Op het trainingskamp in Cyprus speelde Worm twee oefeninterlands, tegen Zwitserland en Schotland. Op 30 juni 2013 werd bekendgemaakt dat Worm bij de 23-koppige EK-selectie zat van bondscoach Roger Reijners, als tweede linksback. Dit EK werd gespeeld in Zweden. Op 14 juli 2013 maakte Worm haar debuut op het EK in Zweden, tegen Noorwegen. Ze viel in de 60ste minuut in voor Claudia van den Heiligenberg, op de linksbackpositie. Deze wedstrijd werd met 1-0 verloren. Tijdens de WK-kwalificatiewedstrijden was Worm een vaste kracht bij de Oranje Leeuwinnen. Ze fungeerde als linksback.
| Interlandgoals | Interlandgoals   | Interlandgoals                                  | Interlandgoals | Interlandgoals | Interlandgoals | Interlandgoals   |
| -------------- | ---------------- | ----------------------------------------------- | -------------- | -------------- | -------------- | ---------------- |
|                |                  |                                                 |                |                |                |                  |
| Goal           | Datum            | Locatie                                         | Tegenstander   | Score          | Uitslag        | Competitie       |
| 1.             | 28 februari 2018 | Bela Vista Municipal Stadium, Parchal, Portugal | Japan          | 3–0            | 6–2            | Algarve Cup 2018 |

Behalen WK 2015 WK
Op 28 november 2014 kwalificeerde Worm zich samen met haar ploeggenoten voor het WK 2015 in Canada. In de play-offs was Nederland te sterk voor Schotland en Italië.
Worm speelde de volgende interlands:
| nr. | datum             | interland                | uitslag | soort wedstrijd          |
| --- | ----------------- | ------------------------ | ------- | ------------------------ |
| 1   | 25 november 2012  | Nederland- Wales         | 2-0     | Vriendschappelijk        |
| 2   | 8 maart 2013      | Zwitserland- Nederland   | 1-1     | Vriendschappelijk        |
| 3   | 13 maart 2013     | Nederland- Schotland     | 0-1     | Vriendschappelijk        |
| 4   | 29 juni 2013      | Nederland- Australië     | 3-1     | Vriendschappelijk        |
| 5   | 3 juli 2013       | Nederland- Noord-Ierland | 3-0     | Vriendschappelijk        |
| 6   | 14 juli 2013      | Noorwegen- Nederland     | 1-0     | EK-groepsfase            |
| 7   | 26 september 2013 | Albanië- Nederland       | 0-4     | WK-kwalificatie          |
| 8   | 26 oktober 2013   | Portugal- Nederland      | 0-7     | WK-kwalificatie          |
| 9   | 30 oktober 2013   | Nederland- Noorwegen     | 1-2     | WK-kwalificatie          |
| 10  | 23 november 2013  | Nederland- Griekenland   | 7-0     | WK-kwalificatie          |
| 11  | 12 februari 2014  | Nederland- België        | 1-1     | WK-kwalificatie          |
| 12  | 5 maart 2014      | Nederland- Australië     | 2-2     | Vriendschappelijk        |
| 13  | 7 maart 2014      | Nederland- Schotland     | 3-4     | Vriendschappelijk        |
| 14  | 10 maart 2014     | Nederland- Frankrijk     | 0-3     | Vriendschappelijk        |
| 15  | 12 maart 2014     | Nederland- Zwitserland   | 4-2     | Vriendschappelijk        |
| 16  | 7 mei 2014        | België- Nederland        | 0-2     | WK-kwalificatie          |
| 17  | 20 augustus 2014  | Nederland- Brazilië      | 0-0     | Vriendschappelijk        |
| 18  | 13 september 2014 | Nederland- Portugal      | 3-2     | WK-kwalificatie          |
| 19  | 16 september 2014 | Noorwegen- Nederland     | 0-2     | WK-kwalificatie          |
| 20  | 25 oktober 2014   | Schotland- Nederland     | 1-2     | WK-kwalificatie play-off |
| 21  | 30 oktober 2014   | Nederland- Schotland     | 2-0     | WK-kwalificatie play-off |
| 22  | 23 november 2014  | Nederland- Italië        | 1-1     | WK-kwalificatie play-off |
| 23  | 28 november 2014  | Italië- Nederland        | 1-2     | WK-kwalificatie play-off |
| 24  | 7 februari 2015   | Nederland- Thailand      | 7-0     | Vriendschappelijk        |
| 25  | 4 maart 2015      | Nederland- Australië     | 0-1     | Vriendschappelijk        |
| 26  | 9 maart 2015      | Nederland- Engeland      | 1-1     | Vriendschappelijk        |
| 27  | 4 april 2015      | IJsland- Nederland       | 1-2     | Vriendschappelijk        |
| 28  | 8 april 2015      | Noorwegen- Nederland     | 2-3     | Vriendschappelijk        |

| Seizoen           | Land              | Vriendschappelijk | Vriendschappelijk | Officieel | Officieel | Totaal | Totaal |
| Seizoen           | Land              | Wed.              | Dlp.              | Wed.      | Dlp.      | Wed.   | Dlp.   |
| ----------------- | ----------------- | ----------------- | ----------------- | --------- | --------- | ------ | ------ |
| 2012/2013         | Nederland         | 5                 | 0                 | 1         | 0         | 6      | 0      |
| 2013/2014         | Nederland         | 4                 | 0                 | 6         | 0         | 10     | 0      |
| 2014/2015         | Nederland         | 6                 | 0                 | 6         | 0         | 12     | 0      |
| Totale interlands | Totale interlands | 15                | 0                 | 13        | 0         | 28     | 0      |

## Erelijst

### MetFC Twente
| Competitie                   | Winnaar | Winnaar          | Runner-up | Runner-up |
| Competitie                   | Aantal  | Jaren            | Aantal    | Jaren     |
| ---------------------------- | ------- | ---------------- | --------- | --------- |
| Nationaal                    |         |                  |           |           |
| Kampioen Women's BeNe League | 2x      | 2013, 2014       |           |           |
| Nederlands Landskampioen     | 3x      | 2011, 2013, 2014 | 1x        | 2012      |
| Nederlandse Beker            | 0x      |                  | 1x        | 2013      |

## Statistieken
| Seizoen         | Club                 | Land               | Competitie          | Competitie | Competitie | Beker | Beker | Continentaal1 | Continentaal1 | Overig | Overig | Totaal | Totaal |
| Seizoen         | Club                 | Land               | Competitie          | Wed.       | Dlp.       | Wed.  | Dlp.  | Wed.          | Dlp.          | Wed.   | Dlp.   | Wed.   | Dlp.   |
| --------------- | -------------------- | ------------------ | ------------------- | ---------- | ---------- | ----- | ----- | ------------- | ------------- | ------ | ------ | ------ | ------ |
| 2008/09         | FC Twente            | Vlag van Nederland | Eredivisie          | 15         | 0          | 0     | 0     | -             | -             | -      | -      | 15     | 0      |
| 2009/10         | FC Twente            | Vlag van Nederland | Eredivisie          | 11         | 0          | 3     | 0     | -             | -             | -      | -      | 14     | 0      |
| 2010/11         | FC Twente            | Vlag van Nederland | Eredivisie          | 16         | 3          | 2     | 0     | -             | -             | -      | -      | 18     | 3      |
| 2011/12         | FC Twente            | Vlag van Nederland | Eredivisie          | 8          | 0          | 1     | 0     | 1             | 0             | 0      | 0      | 10     | 0      |
| 2012/13         | FC Twente            | Vlag van Nederland | Women's BeNe League | 25         | 0          | 3     | 0     | -             | -             | -      | -      | 28     | 0      |
| 2013/14         | FC Twente            | Vlag van Nederland | Women's BeNe League | 25         | 1          | 2     | 0     | 5             | 0             | -      | -      | 32     | 1      |
| 2014/15         | FC Twente            | Vlag van Nederland | Women's BeNe League | 20         | 2          | 2     | 0     | 2             | 0             | -      | -      | 24     | 2      |
| 2015/16         | FC Twente            | Vlag van Nederland | Women's BeNe League | 5          | 0          | 0     | 0     | 0             | 0             | 0      | 0      | 5      | 0      |
| 2016/17         | FC Twente            | Vlag van Nederland | Women's BeNe League | 23         | 2          | 0     | 0     | 0             | 0             | 0      | 0      | 23     | 2      |
| 2017/18         | Everton FC           | Vlag van Engeland  | Super League        | 14         | 0          | 5     | 0     | -             | -             | -      | -      | 19     | 0      |
| 2018/19         | Everton FC           | Vlag van Engeland  | Super League        | 13         | 0          | 0     | 0     | 0             | 0             | 0      | 0      | 13     | 0      |
| 2019/20         | Tottenham Hotspur FC | Vlag van Engeland  | Super League        | 10         | 1          | 2     | 0     | -             | -             | -      | -      | 12     | 1      |
| 2020/21         | Tottenham Hotspur FC | Vlag van Engeland  | Super League        | 13         | 2          | 2     | 0     | 0             | 0             | 0      | 0      | 15     | 2      |
| 2021/22         | Eintracht Frankfurt  | Vlag van Duitsland | Bundesliga          | 5          | 0          | 0     | 0     | -             | -             | -      | -      | 5      | 0      |
| 2022/23         | Eintracht Frankfurt  | Vlag van Duitsland | Bundesliga          | 0          | 0          | 0     | 0     | 0             | 0             | 0      | 0      | 0      | 0      |
| 2022/23         | PSV                  | Vlag van Nederland | Eredivisie          | 19         | 4          | 4     | 1     | 0             | 0             | 2      | 0      | 25     | 5      |
| 2023/24         | PSV                  | Vlag van Nederland | Eredivisie          | 19         | 1          | 1     | 0     | 0             | 0             | 2      | 0      | 22     | 1      |
| 2024/25         | PSV                  | Vlag van Nederland | Eredivisie          | 8          | 0          | 0     | 0     | 0             | 0             | 0      | 0      | 8      | 0      |
| Carrière totaal | Carrière totaal      | Carrière totaal    | Carrière totaal     | 235        | 16         | 17    | 0     | 8             | 0             | 4      | 0      | 264    | 16     |

Bijgewerkt op 19 maart 2025.
1: Geurts ·
2: Bito ·
3: Koster ·
4: Van Dongen ·
5: Van den Heiligenberg ·
6: Hoogendijk ·
7: Van de Ven ·
8: Spitse ·
9: Melis ·
10: Van de Donk ·
11: Martens · 12: Heuver · 13: Smit · 14: Slegers · 15: Stentler · 16: Van Veenendaal · 17: Worm · 18: Dekker · 19: Versteegt · 20: Van Lunteren · 21: De Ridder · 22: Roelvink · 23: Christ · Coach: Reijners